# 伊号第十七潜水艦
|          |                                                                              |
| 艦歴     |                                                                              |
| 計画     | 第三次海軍軍備補充計画（③計画）                                              |
| 起工     | 1938年4月18日                                                                |
| 進水     | 1939年7月19日                                                                |
| 就役     | 1941年1月24日                                                                |
| その後   | 1943年8月19日戦没                                                            |
| 除籍     | 1943年12月1日                                                                |
| 性能諸元 |                                                                              |
| 排水量   | 基準：2,198トン 常備：2,584トン 水中：3,654トン                              |
| 全長     | 108.7m                                                                       |
| 全幅     | 9.30m                                                                        |
| 吃水     | 5.14m                                                                        |
| 機関     | 艦本式2号10型ディーゼル2基2軸 水上：12,400馬力 水中：2,000馬力               |
| 速力     | 水上：23.6kt 水中：8.0kt                                                     |
| 航続距離 | 水上：16ktで14,000海里 水中：3ktで96海里                                     |
| 燃料     | 重油：774トン                                                                |
| 乗員     | 94名                                                                         |
| 兵装     | 40口径14cm単装砲1門 25mm機銃連装1基2挺 53cm魚雷発射管 艦首6門 九五式魚雷17本 |
| 航空機   | 零式小型水上偵察機1機 （呉式1号4型射出機1基）                                |
| 備考     | 安全潜航深度：100m                                                           |

伊号第十七潜水艦（いごうだいじゅうななせんすいかん、旧字体：伊號第十七潜水艦）は、大日本帝国海軍の伊十五型潜水艦（巡潜乙型）の2番艦。アメリカ合衆国本土を艦載砲で攻撃した最初の潜水艦として知られる。

## 艦歴

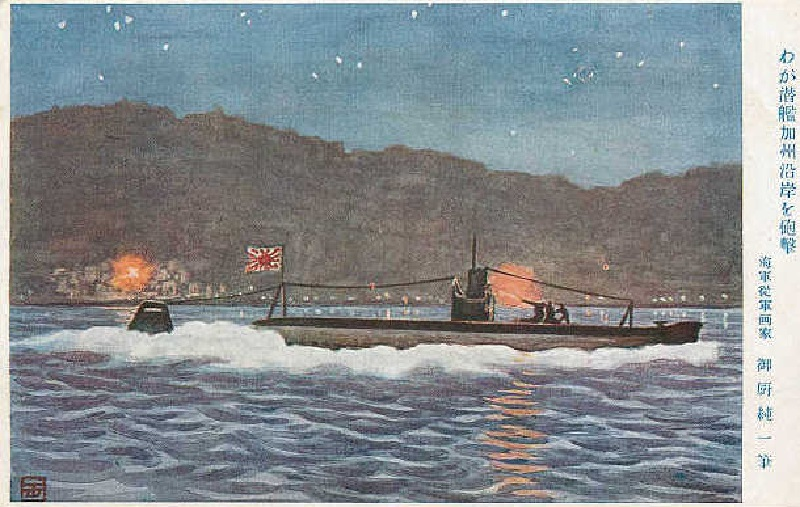
御厨純一筆 「わが潜艦加州沿岸を砲撃」

1937年（昭和12年）の第三次海軍軍備補充計画（③計画）により、1938年（昭和13年）4月18日に横須賀海軍工廠で起工。1939年（昭和14年）7月19日に進水し、1941年（昭和16年）1月24日に竣工した。竣工と同時に横須賀鎮守府籍となり、第六艦隊第1潜水戦隊第1潜水隊に編入された。
8月7日、第1潜水隊司令潜水艦を伊15から伊17へ一時変更。9月9日、第1潜水隊司令潜水艦を伊17から伊15に復帰。
太平洋戦争開戦時には第六艦隊第1潜水戦隊第1潜水隊に所属。11月21日、伊17は横須賀を出港。12月8日の真珠湾攻撃では、オアフ島北東沖を哨戒。9日、伊6がオアフ島沖を東北東へ向け航行中のレキシントン級空母1、巡洋艦2隻を発見したため、迎撃に向かった。10日、浮上航走中に米哨戒機を発見したため、急速潜航。その後浮上中に米哨戒機の攻撃を受けたが、被害はなかった。14日、アメリカ西海岸沿岸における通商破壊作戦に参加してカリフォルニア州メンドシノ岬沖に移動。18日夕方、メンドシノ岬沖12浬地点付近で浮上中、サンディエゴに向かっていた米木材運搬船サモア（Samoa、1,997トン）を発見し、探照灯で照らし出して砲撃を開始。そのうち、1発が空中で爆発し、サモアの甲板に破片をまき散らした。その後、逃げるサモアに対し魚雷1本を発射したが、魚雷はサモアの船底下を通過した後爆発し、ダメージを与えることができなかった。20日1345、北緯34度30分 西経124度50分 / 北緯34.500度 西経124.833度のメンドシノ岬西方8浬地点付近で浮上中、空船でシアトルからベンチュラに向かっていた米ソコニー・バキューム・オイル社タンカーエミディオ（Emidio、6,912トン）を発見。エミディオ側も伊17を発見し、救難信号を発信しながら逃げようとした。伊17は同船を追跡し、主砲弾6発を発射。うち5発がエミディオに命中。1発はマストをへし折り、1発は救命ボートに直撃して乗員3名を吹き飛ばした。その後、30分以内にほとんどの生存者がエミディオから離れた。その様子を見ていた伊17は飛来する米軍機を発見したため急速潜航。うち1機が爆雷攻撃をしてきたが、被害はなかった。航空機が去った1435、伊17はエミディオへ向け魚雷2本を発射。うち1本が右舷船尾に命中した。伊17はエミディオを撃沈したと判断したが、エミディオは後半部を沈めながら漂流し、クレセントシティバッテリーポイント灯台近くの岩場に座礁した。エミディオはアメリカ西海岸沿岸における通商破壊作戦で最初に破壊(撃沈)された輸送船となった。23日0310、ユーレカ南西80浬地点付近で浮上中、米リッチフィールド・オイル社タンカーラリー・ドヘニー（Larry Doheny、7,038トン）を発見し、2800mの距離で砲撃を開始。4発が命中し、ラリー・ドヘニーの船橋から煙が上がるのを確認。その後米哨戒機がやってきたため急速潜航し、15分後に潜望鏡深度に戻った。0329、伊17は魚雷1本を発射し、90秒後に爆発した。伊17はラリー・ドヘニーを撃沈したと判断したが、実際には魚雷は早爆し、ラリー・ドヘニーの居住区のドア1枚を吹き飛ばしたのみにとどまった。 1942年（昭和17年）1月2日、ハワイ東方500浬地点付近で、空母と駆逐艦1隻ずつが護衛する輸送船5隻からなる輸送船団を発見するも、攻撃に失敗。11日、クェゼリンに到着した。
2月1日、クェゼリンはマーシャル・ギルバート諸島機動空襲を受けるが、伊17に被害はなかった。その後0625にクェゼリンを出港し、迎撃に向かったが空振りに終わった。同日、第2潜水隊所属の伊18、伊20と交代する形で、伊15と共に第2潜水隊に編入された。
20日、伊17はサンディエゴ近海に到達。日付が21日に変わった直後、浮上充電中に哨戒艇を発見。浮上して退避するも相手が追跡してきたため、潜航した。24日1910、浮上した伊17はエルウッド精油所の石油貯蔵タンクへ向け砲撃を開始。砲弾7発を発射して命中弾を得たが、火災は起きなかった。そのため、精油所へ向け砲弾10発を発射。複数の消防車とサイレンを確認。1935には火災が起きているのを確認したため現場を離れた。2030、航行する伊17を目撃した住民からの通報で航空機3機、駆逐艦2隻が伊17の攻撃に向かったが、伊17を見つけられなかった。発射された砲弾は3発が精油所近くの海岸線に、1発が牧場に、1発が別の牧場に着弾。1発が油井の近くに着弾してキャットウォークやポンプ設備に被害額500ドル、現在の価値にして1500万円程度の損傷を与えた。また、砲撃により埠頭と油井デリックに軽微な損害を与えた。3月1日1800、北緯37度25分 西経123度28分 / 北緯37.417度 西経123.467度のサンフランシスコ南西沖で米スタンダード・オイル社タンカーウィリアム・H・ベルク（William H. Berg、8,298トン）を発見し、魚雷を一斉発射。爆発音1回を聴取した後浮上し、砲撃を開始。ウィリアム・H・ベルクも搭載砲で応戦を開始した。やがて、米駆逐艦が接近するのを確認したため潜航し退避した。2日1700、メンドシノ岬付近で7,000トン級輸送船を撃沈したと報告。6日、サンフランシスコ近海に移動。12日1630、哨戒区域を離れる。30日、横須賀に到着して整備を受ける。
5月15日、伊17は横須賀を出港し、17日に大湊に到着。19日、AL作戦に参加して大湊を出港。27日、アッツを偵察。11日、ウニマク島へ向け浮上航走中に米PBY カタリナに発見され爆雷攻撃を受ける。この攻撃により燃料漏れが起きたが、損害は軽微であり、翌朝には修理により油漏れも収まった。13日、ウニマク島を偵察。25日、ダッチハーバー付近で米駆逐艦を発見。魚雷発射直前に接近する別の米駆逐艦を発見。取舵一杯により回避しようとしたが、体当たり攻撃を受けて射出機と艦首バラストタンクが軽微な損傷を受ける。その後、水深80mの位置へ潜航して退避した。29日、哨戒区域を離れ、7月7日に横須賀に戻った。
8月15日、伊17は横須賀を出港し、ソロモン諸島方面に向かった。23日、南緯06度48分 東経163度20分 / 南緯6.800度 東経163.333度のシカイアナ環礁北方沖で浮上航走中、米空母エンタープライズ(USS Enterprise, CV-6)から発進したSBD ドーントレスの攻撃を受けたため潜航。0815に浮上したが再度攻撃を受けたため潜航。この攻撃で右舷メインバラストタンクカバーに機銃弾4発が命中した。24日の第二次ソロモン海戦では浮上航走中、またもエンタープライズの艦載機の攻撃を受けたが、被害はなかった。27日0130、南に向かうエンタープライズを発見。28日には空母1、戦艦1、巡洋艦4からなる米機動部隊を発見。同日、米駆逐艦2隻の爆雷攻撃を受けるが、水深80mの位置に潜航して回避した。9月20日、米駆逐艦1隻を発見。同日、哨戒区域を離れる。25日、トラックに到着。
10月5日、伊17はトラックを出港し、8日にショートランドに到着。9日、ショートランドを出港。13日、米空母ホーネット(USS Hornet, CV-8)を発見。その後ホーネットの攻撃に向かうが、見つけることができなかった。18日、インディスペンサブル礁に到着して零式水上偵察機の到着を3時間ほど待ったが、任務中止により水上機は来なかった。22日、サンクリストバル島西方沖に進出。11月10日早朝、15浬北方での爆雷攻撃の音を聴取。これは、伊15が米掃海駆逐艦サウザード(USS Southard, DD-207/DMS-10)の爆雷攻撃を受けている音で、伊15はその後撃沈された。19日、ショートランドに到着。
22日、主砲を取り外して輸送物資19トンを搭載してショートランドを出港し、24日にガダルカナル島カミンボに到着して輸送物資11トンを降ろした後、第三次ソロモン海戦で沈没した駆逐艦綾波艦長の作間英邇中佐、甲標的乗員、傷病兵、計7名を収容した後出港。30日、トラックに到着。12月2日にトラックを出港し、8日に横須賀に到着して便乗者を降ろした後、整備を受ける。
1943年（昭和18年）1月3日、伊17は横須賀を出港し、9日にトラックに到着。17日にトラックを出港し、20日にラバウルに到着。24日、ドラム缶入りの輸送物資を搭載してラバウルを出港し、28日にカミンボに到着して輸送物資11トンを海上に投棄したが、一部は降ろすことができなかった。29日夜、レンネル島沖海戦の支援のため戦場付近に進出するが、駆逐艦の推進器音を聴取したため急速潜航して退避した。30日、曳航中の米重巡洋艦シカゴ(USS Chicago, CA-29)の迎撃に向かったが、シカゴは空爆により撃沈された。2月1日、米駆逐艦ラ・ヴァレット(USS La Vallette, DD-448)を発見。8日、レンネル島南南東150浬地点付近で航空機が発見した米艦隊の攻撃に向かう。13日、14ノットで南進中の巡洋艦と駆逐艦を発見。28日、珊瑚海のフレデリック環礁を偵察。3月3日、第八十一号作戦の生存者救助に向かった。4日深夜に現場に到着した伊17は救助活動を開始。5日0500、救命ボート3隻に横付けされて救助作業中、米魚雷艇PT-143とPT-150に発見される。2隻は魚雷を発射してきたが命中せず、伊17は司令塔に機銃掃射を受けながら急速潜航して退避した。その後、救命ボート3隻はPTボート2隻の機銃掃射と爆雷攻撃で撃沈された。4時間45分後、伊17は再度浮上して陸軍兵士34名を救助したが、そのうち1名は艦上で死亡した。6日も救助活動を行い、空爆とPTボートの攻撃を受けつつも陸軍兵士118名と船員4名を救助した。12日、ラエに到着して便乗者を降ろした後出港。8日にトラックに到着した。
同日、伊17はトラックを出港し、フェニックス諸島方面に向かった。16日には停泊中の艦船2隻へ向け3000mの距離から魚雷2本を発射したが、魚雷はいずれも目標の下を通過した。18日、フィジー諸島とサモアの間で通商破壊を行う。5月24日0407、南緯23度44分 東経166度30分 / 南緯23.733度 東経166.500度のヌーメア南方75浬地点付近で、燃料油と海軍向け機材150トン、PTボート6隻を積んでニューヨークからヌーメアに向かっていたパナマタンカースタンバック・マニラ（Stanvac Manila、10,138トン）を発見し雷撃。魚雷はスタンバック・マニラの左舷船尾に命中。同船は船尾から沈み始め、放棄された。やがて、右舷側に周回していたスタンバック・マニラは船首を棒立ちにさせ、積荷のPT-165、PT-173もろとも沈没した。6月12日、トラックに到着。
7月25日、伊17はトラックを出港し、エスピリトゥサント島へ向かった。8月10日、エスピリトゥサント島を航空偵察し、複数の戦艦と空母の在泊の報告を最後に消息不明。
アメリカ側記録によると、19日1400、ヌーメア沖でヌーメアからエスピリトゥサント島に向かっていた米雑役艦タガナク(USS Taganak, AG-45)、米リバティ船ウィリー・ポスト（Wiley Post、7,176トン）の2隻を護衛するニュージーランド掃海艇トゥイ（en:HMNZS Tui (T234)）が東方3100mの距離で潜航する潜水艦をソナー探知したため、船団はジグザグ航行を開始。トゥイは爆雷4発を投下したが、効果はなかった。やがて、OS2U キングフィッシャーが到着し、潜望鏡を発見。そのため、キングフィッシャーは爆雷2発を投下し、別のキングフィッシャーも爆雷2発を投下した。そのうち2つは潜水艦の近くで爆発したらしく、気泡と重油が浮かび上がるのを確認。1629、キングフィッシャーは潜水艦がいるであろう位置に発煙筒を投下した。やがて、潜水艦が急角度で浮上してきたため、キングフィッシャーは機銃掃射を行ったが、機銃は途中で故障した。潜水艦は18ノットで航行し、対空射撃を開始してきた。迎撃のため、さらにキングフィッシャー4機が到着。まず1機が潜水艦の後方から攻撃を仕掛け、爆雷2発を投下したが爆発しなかった。次に別の1機が10mに設定した爆雷2発を潜水艦の司令塔後方に投下。その結果、潜水艦は周回運動を始めた。最後にまた別の1機が3mに設定した爆雷1発を潜水艦の右舷真横に投下。爆雷は爆発し、15mもの水柱が上がった。爆発から1分足らずで、潜水艦は沈没した。トゥイは生存者6名を救助した。尋問の結果、潜水艦は伊17であることがわかった。これが伊17の最期の瞬間であり、艦長の原田毫衛少佐以下乗員97名が戦死した。沈没地点はヌーメア沖のアメデ灯台南南東55浬地点付近、南緯23度26分 東経166度50分 / 南緯23.433度 東経166.833度。
10月24日、オーストラリア方面で亡失と認定され、12月1日に除籍された。
撃沈隻数は2隻で、計17,050トンにのぼる。また、商船1隻、7,038トンに損傷を与えた。
2013年夏、ニューカレドニアで戦没乗組員の追悼碑が建立された。

## 歴代艦長
※『艦長たちの軍艦史』402-403頁による。

### 艤装員長
1. （兼）西野耕三 中佐：1940年6月1日[8] - 1940年10月19日[9]
2. 西野耕三 中佐：1940年10月19日[9] - 1941年1月24日[10]

### 艦長
1. 西野耕三 中佐：1941年1月24日 -
2. 原田毫衛 少佐：1942年7月15日 - 1943年8月19日戦死